# Drenthe
Drenthe (nizozemsko: [ˈdrɛntə] ()) je pokrajina ali provinca Nizozemske, ki se nahaja v severovzhodnem delu države. Na jugu meji na Overijssel, na zahodu na Frizijo, na severu na Groningen in na vzhodu na nemško zvezno deželo Spodnjo Saško. Novembra 2019 je imel Drenthe 493.449 prebivalcev in skupno površino 2680 km2.
Drenthe je bil poseljen že 15.000 let. Regija je bila kasneje del knezo-škofije Utrecht, Habsburške Nizozemske, Nizozemske republike, Batavske republike, Kraljevine Holandije in Kraljevine Nizozemske. Drenthe je uradna provinca od leta 1796. Glavno mesto in sedež pokrajinske vlade je Assen. Kraljev komisar Drentheja je Jetta Klijnsma. Laburistična stranka (PvdA) je največja stranka v Pokrajinskih stanovih, sledita ji Ljudska stranka za svobodo in demokracijo (VVD) in Krščanskodemokratski poziv (CDA).
Drenthe je redko poseljeno podeželsko območje, za razliko od mnogih drugih delov Nizozemske. Razen mest Assen (67.963 prebivalcev  ) in Emmen (107.113 prebivalcev) se zemljišča v Drentheju večinoma uporabljajo za kmetijstvo.

## Zgodovina
Ime Drenthe naj bi izhajalo iz thrija-hantja, kar pomeni "tri dežele".
Drenthe je bil poseljen z ljudmi že od prazgodovine. Artefakti iz Wolstonskega odra (pred 150.000 leti) so med najstarejšimi najdenimi na Nizozemskem. Pravzaprav je bilo do bronaste dobe eno najgosteje poseljenih območij Nizozemske. Najbolj oprijemljiv dokaz za to so dolmeni ( hunebedden ), zgrajeni okoli leta 3500 pr.n.š.. 53 od 54 dolmenov na Nizozemskem je mogoče najti v Drentheju, skoncentriranem na severovzhodu province. Leta 2006 je bil ustanovljen arheološki rezervat Strubben-Kniphorstbos, ki se nahaja med Anloojem in Schipborgom, da bi ohranil del te dediščine.
Drenthe je bil prvič omenjen v dokumentu iz leta 820, imenoval se je Pago Treanth (okrožje Drenthe). V arhivih Utrechtske gospoščine (Het Utrechts Archief) se v letih 1024 do 1025 omenja "grofija Drenthe", ko jo je cesar Henrik II. podaril utrechtskemu škofu Adalboldu II.
Potem ko je bil Drenthe dolgo podrejen knezo-škofiji Utrecht, je škof Henrik iz Wittelsbacha leta 1528 odstopil Drenthe cesarju Karlu V. Habsburškemu, ki ga je vključil v Habsburško Nizozemsko. Ko je bila leta 1581 razglašena Republika sedmih združenih provinc, je Drenthe postal njen del kot grofija Drenthe, čeprav nekaj časa ni pridobila polnega statusa province. Naslednica Batavska republika ji je 1. januarja 1796 podelila status province.
Malo pred izbruhom druge svetovne vojne je nizozemska vlada blizu mesta Hooghalen zgradila taborišče za internacijo nemških judovskih beguncev. Med drugo svetovno vojno je nemški okupator uporabljal taborišče (ki so ga poimenovali KZ Westerbork ) kot Durchgangslager (prehodno taborišče). Številni nizozemski Judje, Sinti, Romi, borci odpora in politični nasprotniki so bili zaprti, preden so jih premestili v koncentracijska taborišča in uničevalna taborišča v Nemčiji in na okupirani Poljski. Ana Frank je bila 3. septembra 1944 deportirana na zadnjem vlaku, ki je zapuščal tranzitno taborišče Westerbork.
V sedemdesetih letih dvajsetega stoletja so bile štiri krize s talci, v katerih so južnomoluški teroristi zahtevali neodvisno Republiko Južni Maluku. Leta 1975 in 1977 so imeli talce v ugrabljenih vlakih, v osnovni šoli leta 1977  in v deželni dvorani leta 1978.

## Geografija
Drenthe se nahaja na severovzhodu Nizozemske; na severu meji na provinco Groningen, na zahodu s provinco Frizijo, na jugu s provinco Overijssel in na vzhodu z nemškima okrožjema Emsland in Bentheim v deželi Spodnja Saška .
Drenthe je 9. največja nizozemska provinca. Ima skupno površino 2683 km2, z 2639 km2 zemljišča in 44 km2 vode. Približno 72 % zemlje ali 1898 km2 se uporablja za kmetijstvo. 
Drenthe ima več resavišč in nobenih večjih rek ali jezer. 
Glavna urbana središča province so glavno mesto Assen na severu ter Emmen, Meppel, Hoogeveen in Coevorden na jugu.
Nizozemska je bila v zadnjih desetletjih deležna velikega števila združitev občin. Drenthe ni izjema; največja sočasna združitev se je zgodila leta 1998, ko se je 32 občin združilo v 10 večjih občin.  Od 2014  Drenthe sestavlja 12 občin ; Emmen je največja občina tako po številu prebivalstva kot po površini, Westerveld je najmanj naseljena, Meppel pa pokriva najmanjše območje.  
Občine Assen, Noordenveld in Tynaarlo so del medprovincialne regije Groningen-Assen , občine Aa en Hunze, Assen, Borger-Odoorn, Coevorden, Emmen, Midden-Drenthe, Noordenveld in Westerveld pa so del mednarodne Regija Ems Dollart (EDR). 

### Podnebje
Drenthe ima oceansko podnebje ( Köppenova klasifikacija podnebja : Cfb).

## Demografija
1. januarja 2014 je imelo Drenthe skupno 488.957 prebivalcev in gostoto prebivalstva 182.2/km2.   Je 3. najmanj naseljena in najmanj gosto poseljena provinca na Nizozemskem, le Flevoland in Zeeland imata manj ljudi. Emmen je najbolj naseljena občina v provinci.

## Vera
Religija v Drentheju (2015)

## Gospodarstvo
Kmetijstvo je pomemben delodajalec, čeprav se industrijska območja nahajajo v bližini mest. Tišina pokrajine privablja tudi vse več turistov.
Drenthe je znan kot nizozemska "kolesarska provinca" in je izjemen kraj za kolesarske počitnice, saj ima na stotine kilometrov kolesarskih poti skozi gozd, resavo in ob kanalih ter številna mesta in vasi, ki ponujajo osvežitev na poti.  Številna nizozemska in nemška večnacionalna podjetja imajo sedež v Drentheju.
Bruto domači proizvod (BDP) pokrajine je znašal 15,1 milijarde € v letu 2018, kar je predstavljalo 1,9 % nizozemske gospodarske proizvodnje. BDP na prebivalca, prilagojen glede na kupno moč, je v istem letu znašal 26.700 € ali 89 % povprečja EU27. 

## Kultura

### Jezik
Več kot polovica prebivalcev Drentheja govori narečje Drents. Vsako mesto ali vas ima svojo različico. Vse različice so del spodnjesaške jezikovne skupine. Spodnjesaška nizozemščina je uradno priznana kot regionalni jezik in je zaščitena z Evropsko listino o regionalnih ali manjšinskih jezikih.

### Muzeji
Drents Museum je umetnostni in zgodovinski muzej v Assnu. Leta 2013 ga je obiskalo 227.000 obiskovalcev. 
Museum Collectie Brands je lokalni muzej v Nieuw-Dordrechtu, ki hrani obsežno zbirko redkih in radovednih predmetov, ki jih je zbral Jans Brands.

## Politika
Stanovi Drentheja imajo 41 sedežev, vodi pa jih kraljeva komisarka, trenutno Jetta Klijnsma. Medtem ko deželni svet izvolijo prebivalci Drentheja, komisarja imenujeta kralj in nizozemski kabinet. Socialdemokratska PvdA je z 12 sedeži največja stranka v svetu. Za vsakodnevne zadeve province skrbi Pokrajinska vlada, ki jo prav tako vodi komisar; njene člane ( gedeputeerden ) lahko primerjamo z ministri.

## Znanost in izobraževanje
ASTRON, nizozemski inštitut za radioastronomijo, se nahaja v bližini Dwingelooja. Njihov radijski teleskop z enim krožnikom radijskega observatorija Dwingeloo je bil dokončan leta 1956 in je zdaj nacionalna dediščina ( rijksmonument). Njihov sintetični radijski teleskop Westerbork je niz štirinajstih krožnikov blizu vasi Westerbork, gradnja pa je bila končana leta 1970. Njihov mednarodni nizkofrekvenčni niz z jedrom blizu Exlooja je bil dokončan leta 2012.
V Assnu, Emmnu in Meppelu so univerze uporabnih znanosti (hogescholen). Univerza uporabnih znanosti Stenden ima lokacije v teh treh mestih, ki so pred združitvijo leta 2008 tvorila Univerzo uporabnih znanosti Drenthe . Tehnološki inštitut Hanze, del Univerze uporabnih znanosti Hanze, se nahaja v Assnu. V provinci Drenthe ni raziskovalnih univerz ( universiteiten ).